# Adem Kastrati
Adem Kastrati (Karaçevë të Epërme, 1933. január 15. – Szkopje, 2000. szeptember 24.) albán festő, publicista, drámaíró. A II. világháború utáni első festőgeneráció tagja, a jugoszláviai festészeti élet egyik jelentős figurája. Több mint négy évtizedet élt és alkotott Észak-Macedóniában (akkori Jugoszlávia).

## Életrajza
Kastrati a gjakovai normáliskolát követően tanulmányozta a festészetet Szkopjéban. 1954/55-ben felvették Vangel Koxhoman professzor rajzakadémiájára. 1958-ban tagja lett a Koszovói Figurális Művészek Egyesületének; 1968-ban az Észak-Macedón Figurális Művészek Egyesületének; 1977-ben pedig a Nemzetközi Művészeti Szövetség tagja volt.

#### Művészi stílus és témák
Alkotásait elsősorban a társadalmi témák, a vidéki élet etno-folklórikus elemei határozták meg. Kölcsönös természet-ember kapcsolatot ábrázolt lírai, szocio-antropológiai stílusban, kifejezetten az albán vidéki közegre jellemző identitást sugározva. A kompozíciók középpontjában az emberi figura áll, különösen a nők – mint anya- és ház őrző – jelentős személye kap hangsúlyt Technikailag kezdetben olajfestéket használt, később azonban nagy odaadással áttért az agyagfestésre, amelyről egyedi stílusa ismertté tette. Néhány jelentős alkotása: Magja (1989), Dasmorët (1989), Darka (1977). Tanárként dolgozott a skopjei "Zef Lush Marku" gimnáziumban, több mint 20 évig, nyugdíjba vonulása előtt 1986-ban egészségügyi és politikai okok miatt vált le aktív pályájáról.
Számos önálló tárlatot tartott Szkopjéban, Tetovóban, Prishtinában, Belgrádban, Tiranában, Párizsban, Genfben, Münchenben, Isztambulban, Ljubljanában, Zágrábban és más városokban. >2018-ban Szkopjéban retrospektív kiállítás nyílt róla, és monográfiáját is bemutatták a Daut Pasha fürdőben. Irodalmi, folklór-gyűjtő és publicisztikai tevékenység Kastrati nem csak képzőművész volt, hanem aktív folklórgyűjtő, művészeti pedagógus, író és publicista is. Egyetemleges folklór- és etnográfiai gyűjtésekben vett részt az Albánológiai Intézetnél Prishtinában. Több dráma, novella és publicisztikai írás szerzője volt, melyeket „R. Kosova” álnéven álnevezett. Karikatúrákat is készített a “ZEKTHI” szatirikus magazinnak, valamint a „Cun Geli” álnév alatt publikált

## Halála és hagyaték
Adem Kastrati 2000. szeptember 24-én hunyt el Szkopjéban, mély nyomokat hagyva örökségében. Pár évvel halála előtt megbízta egykori tanítóját és barátját, hogy halála után adja ki önéletrajzi és reflexív írásait — ez a kívánsága 2009-ben teljesült.